# A Jamaâ
A Jamaâ (الجامع  la mesquita) és una pel·lícula franco-marroquina dirigida per Daoud Aoulad-Syad, estrenada el 2010.

## Argument
Quan el 2007 Daoud Aoulad-Syad va rodar En attendant Pasolini va llogar el terreny a Zagora un llogaret al sud del Marroc per tal de construir el set de rodatge, En acabar, els habitants van destruir tots els decorats i escenografies de la pel·lícula llevat d'una mesquita, que des d'aleshores s'ha convertit en un lloc de culte. Tanmateix, això ha suposat la dissort de Moha, propietari del terreny, que es valia del conreu per sostenir la seva família.

## Repartiment
- Abdelhadi Touhrach
- Bouchra Hraich
- Mustapha Tahtah
- Naceur Oujri
- Salem Dabella

## Distincions
- Tanit de Bronze al Festival de Cinema de Cartago
- Menció especial al Festival Internacional de Cinema de Sant Sebastià 2010[3]